# Samsung Galaxy Tab 4 10.1
Il Samsung Galaxy Tab 4 10.1 è un Tablet computer Android prodotto e messo in commercio dalla Samsung Electronics in due colori, bianco e nero. Appartiene alla quarta generazione del Samsung Galaxy Tab, che include anche due modelli di 7 e 8 pollici, il Galaxy Tab 4 7.0 e Galaxy Tab 4 8.0. È stato annunciato il 1º aprile 2014, ed è stato distribuito dal 1º maggio 2014 insieme al Samsung Galaxy Tab 4 8.0.

## Storia
Il Galaxy Tab 4 10.1 è stato annunciato il 1º aprile 2014 ed è stato mostrato insieme al Galaxy Tab 4 7.0 e al Galaxy Tab 4 8.0 al Mobile World Congress del 2014.

## Versioni
- SM-T530 (WiFi)
- SM-T531 (3G & WIFI)
- SM-T535 (4G/LTE & WIFI)

## Caratteristiche
Il Galaxy Tab 4 10.1 è stato distribuito con la versione Android 4.4.2 KitKat. Samsung ha personalizzato l'interfaccia con il softwareTouchWiz UX. Così come app da Google, incluso Google Play, Gmail e YouTube, ha accesso a Samsung Apps come ChatON, S Suggest, S Voice, S Translator, S Planner, Smart Remote (Peel), Smart Stay, Multi-Window, Group Play, e All Share Play.
Il Galaxy Tab 4 10.1 è disponibile in WiFi, 3G & WiFi, e le varianti 4G/LTE & WiFi. La memoria va da 16 GB a 32 GB secondo il modello, con una card slot microSDXC per l'espansione. Ha uno schermo di 10.1WXGA TFT con una risoluzione di 1280x800 pixels. Ha anche una fotocamera anteriore di 1.3 MP senza flash e la fotocamera posteriore di 3.0 MP AF. Ha anche l'abilità di fare video HD.